# Liste der Weltrekorde im Gewichtheben

Piktogramm „Gewichtheben“

Diese Liste zeigt die aktuellen Weltrekorde im Gewichtheben sowie die inzwischen gelöschten Rekorde. Rekorde können derzeit im Reißen, Stoßen und im Zweikampf aufgestellt werden, bis 1972 war dies im Drücken, Reißen, Stoßen und dem Dreikampf möglich.

## Entwicklung der Rekorde
Die Weltrekorde im Gewichtheben entwickelten sich nicht kontinuierlich. Durch mehrere Umstellungen der Gewichtsklassen wurden alte Weltrekorde nicht mehr anerkannt. Stattdessen setzte die International Weightlifting Federation (IWF) 1998 sogenannte Standards, basierend auf den vorangegangenen Bestleistungen, die überboten werden mussten. Weil einige dieser Lasten jedoch nicht mehr erreicht wurden, hat die IWF diese Standards 2008 abgeschafft und die bis dahin höchsten gehobenen Lasten im Nachhinein zu Weltrekorden erklärt.
Zusätzlich bedingte Anfang 2005 die Einführung der 1-Kilogramm-Regel, welche besagt, dass alle Rekorde ein Vielfaches von 1 kg sein müssen, die Korrektur einiger Werte. Es kann also sein, dass die Rekordlast ursprünglich 0,5 kg höher war und mit der neuen Regel abgerundet wurde. Vor Einführung der 1-Kilogramm-Regel galt die 2,5-Kilogramm-Regel, nach welcher nur der Teil des erzielten Ergebnisses in die Wertung einging, welcher restlos durch 2,5 teilbar war. Durch diese beiden Regeln ist es somit möglich, dass derzeit Weltrekorde bestehen, die mit diesen Lasten eigentlich nie gehoben wurden.
Zum 1. November 2018 erfolgte eine weitere Anpassung der Gewichtsklassen. In dem Zuge wurden für die neuen Gewichtsklassen erneut Weltstandards eingeführt, die zum Aufstellen eines neuen Rekordes um mindestens 1 kg übertroffen werden müssen.

## Rekorde der Männer
| Disziplin | Disziplin | Gewicht | Name                  | Land                | Datum         | Ort          |
| --------- | --------- | ------- | --------------------- | ------------------- | ------------- | ------------ |
| –55 kg    | Reißen    | 135 kg  | Weltstandard          | Weltstandard        | Weltstandard  | Weltstandard |
| –55 kg    | Stoßen    | 166 kg  | Om Yun-chol           | Nordkorea           | 18. Sep. 2019 | Pattaya      |
| –55 kg    | Zweikampf | 294 kg  | Om Yun-chol           | Nordkorea           | 18. Sep. 2019 | Pattaya      |
| –61 kg    | Reißen    | 146 kg  | Li Fabin              | Volksrepublik China | 2. Apr. 2024  | Phuket       |
| –61 kg    | Stoßen    | 176 kg  | Hampton Morris        | Vereinigte Staaten  | 2. Apr. 2024  | Phuket       |
| –61 kg    | Zweikampf | 318 kg  | Li Fabin              | Volksrepublik China | 19. Sep. 2019 | Pattaya      |
| –67 kg    | Reißen    | 155 kg  | Huang Minhao          | Volksrepublik China | 6. Juli 2019  | Tokio        |
| –67 kg    | Stoßen    | 189 kg  | Ri Won-ju             | Nordkorea           | 4. Apr. 2024  | Phuket       |
| –67 kg    | Zweikampf | 339 kg  | Chen Lijun            | Volksrepublik China | 21. Apr. 2019 | Ningbo       |
| –73 kg    | Reißen    | 169 kg  | Shi Zhiyong           | Volksrepublik China | 20. Apr. 2021 | Taschkent    |
| –73 kg    | Stoßen    | 204 kg  | Rahmat Erwin Abdullah | Indonesien          | 6. Feb. 2024  | Taschkent    |
| –73 kg    | Zweikampf | 365 kg  | Rizki Juniansyah      | Indonesien          | 4. Apr. 2024  | Phuket       |
| –81 kg    | Reißen    | 175 kg  | Li Dayin              | Volksrepublik China | 21. Apr. 2021 | Taschkent    |
| –81 kg    | Stoßen    | 209 kg  | Rahmat Erwin Abdullah | Indonesien          | 11. Sep. 2023 | Riad         |
| –81 kg    | Zweikampf | 378 kg  | Lü Xiaojun            | Volksrepublik China | 22. Sep. 2019 | Pattaya      |
| –89 kg    | Reißen    | 182 kg  | Yeison López          | Kolumbien           | 6. Apr. 2024  | Phuket       |
| –89 kg    | Stoßen    | 224 kg  | Karlos Nassar         | Bulgarien           | 9. Aug. 2024  | Paris        |
| –89 kg    | Zweikampf | 404 kg  | Karlos Nassar         | Bulgarien           | 9. Aug. 2024  | Paris        |
| –96 kg    | Reißen    | 187 kg  | Lesman Paredes        | Kolumbien           | 14. Dez. 2021 | Taschkent    |
| –96 kg    | Stoßen    | 231 kg  | Tian Tao              | Volksrepublik China | 7. Juli 2019  | Tokio        |
| –96 kg    | Zweikampf | 416 kg  | Sohrab Moradi         | Iran                | 7. Nov. 2018  | Aşgabat      |
| –102 kg   | Reißen    | 191 kg  | Weltstandard          | Weltstandard        | Weltstandard  | Weltstandard |
| –102 kg   | Stoßen    | 232 kg  | Liu Huanhua           | Volksrepublik China | 8. Apr. 2024  | Phuket       |
| –102 kg   | Zweikampf | 413 kg  | Liu Huanhua           | Volksrepublik China | 8. Apr. 2024  | Phuket       |
| –109 kg   | Reißen    | 200 kg  | Yang Zhe              | Volksrepublik China | 24. Apr. 2021 | Taschkent    |
| –109 kg   | Stoßen    | 241 kg  | Ruslan Nurudinov      | Usbekistan          | 24. Apr. 2021 | Taschkent    |
| –109 kg   | Zweikampf | 435 kg  | Simon Martirosjan     | Armenien            | 9. Nov. 2018  | Aşgabat      |
| 109+ kg   | Reißen    | 225 kg  | Lascha Talachadse     | Georgien            | 17. Dez. 2021 | Taschkent    |
| 109+ kg   | Stoßen    | 267 kg  | Lascha Talachadse     | Georgien            | 17. Dez. 2021 | Taschkent    |
| 109+ kg   | Zweikampf | 492 kg  | Lascha Talachadse     | Georgien            | 17. Dez. 2021 | Taschkent    |

## Rekorde der Frauen
| Disziplin | Disziplin | Gewicht | Name            | Land                | Datum         | Ort          |
| --------- | --------- | ------- | --------------- | ------------------- | ------------- | ------------ |
| –45 kg    | Reißen    | 087 kg  | Won Hyon-sim    | Nordkorea           | 31. März 2024 | Phuket       |
| –45 kg    | Stoßen    | 109 kg  | Won Hyon-sim    | Nordkorea           | 31. März 2024 | Phuket       |
| –45 kg    | Zweikampf | 196 kg  | Won Hyon-sim    | Nordkorea           | 31. März 2024 | Phuket       |
| –49 kg    | Reißen    | 097 kg  | Hou Zhihui      | Volksrepublik China | 1. Apr. 2024  | Phuket       |
| –49 kg    | Stoßen    | 125 kg  | Ri Song-gum     | Nordkorea           | 4. Feb. 2024  | Taschkent    |
| –49 kg    | Zweikampf | 221 kg  | Ri Song-gum     | Nordkorea           | 1. Apr. 2024  | Phuket       |
| –55 kg    | Reißen    | 104 kg  | Kang Hyon-gyong | Nordkorea           | 4. Feb. 2024  | Taschkent    |
| –55 kg    | Stoßen    | 131 kg  | Kang Hyon-gyong | Nordkorea           | 2. Apr. 2024  | Phuket       |
| –55 kg    | Zweikampf | 234 kg  | Kang Hyon-gyong | Nordkorea           | 2. Apr. 2024  | Phuket       |
| –59 kg    | Reißen    | 111 kg  | Kim Il-gyong    | Nordkorea           | 2. Okt. 2023  | Hangzhou     |
| –59 kg    | Stoßen    | 140 kg  | Kuo Hsing-chun  | Chinesisch Taipeh   | 21. Sep. 2019 | Pattaya      |
| –59 kg    | Zweikampf | 248 kg  | Luo Shifang     | Volksrepublik China | 3. Apr. 2024  | Phuket       |
| –64 kg    | Reißen    | 117 kg  | Deng Wei        | Volksrepublik China | 11. Dez. 2019 | Tianjin      |
| –64 kg    | Stoßen    | 146 kg  | Ri Suk          | Nordkorea           | 9. Dez. 2023  | Doha         |
| –64 kg    | Zweikampf | 261 kg  | Deng Wei        | Volksrepublik China | 22. Sep. 2019 | Pattaya      |
| –71 kg    | Reißen    | 121 kg  | Angie Palacios  | Ecuador             | 14. Juni 2023 | Havanna      |
| –71 kg    | Stoßen    | 154 kg  | Song Kuk-hyang  | Nordkorea           | 7. Feb. 2024  | Taschkent    |
| –71 kg    | Zweikampf | 273 kg  | Liao Guifang    | Volksrepublik China | 13. Sep. 2023 | Riad         |
| –76 kg    | Reißen    | 124 kg  | Rim Jong-sim    | Nordkorea           | 24. Sep. 2019 | Pattaya      |
| –76 kg    | Stoßen    | 156 kg  | Zhang Wangli    | Volksrepublik China | 26. Feb. 2019 | Fuzhou       |
| –76 kg    | Zweikampf | 278 kg  | Rim Jong-sim    | Nordkorea           | 26. Apr. 2019 | Ningbo       |
| –81 kg    | Reißen    | 127 kg  | Weltstandard    | Weltstandard        | Weltstandard  | Weltstandard |
| –81 kg    | Stoßen    | 161 kg  | Liang Xiaomei   | Volksrepublik China | 12. Dez. 2023 | Doha         |
| –81 kg    | Zweikampf | 284 kg  | Liang Xiaomei   | Volksrepublik China | 12. Dez. 2023 | Doha         |
| –87 kg    | Reißen    | 132 kg  | Weltstandard    | Weltstandard        | Weltstandard  | Weltstandard |
| –87 kg    | Stoßen    | 164 kg  | Weltstandard    | Weltstandard        | Weltstandard  | Weltstandard |
| –87 kg    | Zweikampf | 294 kg  | Weltstandard    | Weltstandard        | Weltstandard  | Weltstandard |
| 87+ kg    | Reißen    | 148 kg  | Li Wenwen       | Volksrepublik China | 25. Apr. 2021 | Taschkent    |
| 87+ kg    | Stoßen    | 187 kg  | Li Wenwen       | Volksrepublik China | 25. Apr. 2021 | Taschkent    |
| 87+ kg    | Zweikampf | 335 kg  | Li Wenwen       | Volksrepublik China | 25. Apr. 2021 | Taschkent    |

## Alte Rekorde der Männer
Aufgrund der Umstellungen der Gewichtsklassen im Gewichtheben werden einige Rekorde nicht mehr als Weltrekorde geführt, obwohl ihre Lasten höher waren als die aktuellen Weltrekorde, oft bei niedrigerem Körpergewicht des Athleten.
Anmerkung: Kleine Unterschiede Quellen (Gewichtheber, Weltrekord, Datum und Ort).

### Rekorde bis 1992

#### Klasse bis 52 kg (Fliegengewicht)
- 1969–72 (–52 kg)

| Disziplin | Disziplin | Gewicht  | Name               | Land        | Datum      | Ort      |
| --------- | --------- | -------- | ------------------ | ----------- | ---------- | -------- |
| –52 kg    | Drücken   | 120,5 kg | Adam Gnatow        | Sowjetunion | 11.07.1972 | Riga     |
| –52 kg    | Reißen    | 105,0 kg | Gyi Aung           | Birma       | 27.08.1972 | München  |
| –52 kg    | Stoßen    | 132,5 kg | Charlie Depthios   | Indonesien  | 27.08.1972 | München  |
| –52 kg    | Dreikampf | 342,5 kg | Sándor Holczreiter | Ungarn      | 12.09.1970 | Columbus |

- 1973–92 (–52 kg)

| Disziplin | Disziplin | Gewicht  | Name         | Land                | Datum      | Ort            |
| --------- | --------- | -------- | ------------ | ------------------- | ---------- | -------------- |
| –52 kg    | Reißen    | 121,0 kg | He Zhuoqiang | Volksrepublik China | 29.05.1992 | Cardiff        |
| –52 kg    | Stoßen    | 155,5 kg | Iwan Iwanow  | Bulgarien           | 27.09.1991 | Donaueschingen |
| –52 kg    | Zweikampf | 272,5 kg | Iwan Iwanow  | Bulgarien           | 16.09.1989 | Athen          |

#### Klasse bis 56 kg (Bantamgewicht)
- 1947–1968 (–56 kg)
- 1969–1972 (52–56 kg)

| Disziplin | Disziplin | Gewicht  | Name             | Land   | Datum      | Ort          |
| --------- | --------- | -------- | ---------------- | ------ | ---------- | ------------ |
| –56 kg    | Drücken   | 128,5 kg | Mohammad Nassiri | Iran   | 04.03.1972 | Teheran      |
| –56 kg    | Reißen    | 115,0 kg | Koji Miki        | Japan  | 23.10.1972 | Kagoshima    |
| –56 kg    | Stoßen    | 150,0 kg | Mohammad Nassiri | Iran   | 13.10.1968 | Mexiko-Stadt |
| –56 kg    | Dreikampf | 377,5 kg | Imre Földi       | Ungarn | 28.08.1972 | München      |

- 1973–1992 (52–56 kg)

| Disziplin | Disziplin | Gewicht  | Name              | Land                | Datum      | Ort            |
| --------- | --------- | -------- | ----------------- | ------------------- | ---------- | -------------- |
| –56 kg    | Reißen    | 135,0 kg | Liu Shoubin       | Volksrepublik China | 27.09.1991 | Donaueschingen |
| –56 kg    | Stoßen    | 171,0 kg | Neno Tersijski    | Bulgarien           | 08.08.1987 | Ostrava        |
| –56 kg    | Zweikampf | 300,0 kg | Naim Süleymanoğlu | Türkei              | xx.xx.1984 | Warna          |

#### Klasse bis 60 kg (Federgewicht)
- 1913–1946 (–60 kg)
- 1947–1972 (56–60 kg)

| Disziplin | Disziplin | Gewicht  | Name             | Land      | Datum      | Ort      |
| --------- | --------- | -------- | ---------------- | --------- | ---------- | -------- |
| –60 kg    | Drücken   | 137,5 kg | Imre Földi       | Ungarn    | 04.03.1972 | Ulm      |
| –60 kg    | Reißen    | 125,5 kg | Yoshiyuki Miyake | Japan     | 28.10.1969 | Matsuura |
| –60 kg    | Stoßen    | 157,5 kg | Norair Nurikjan  | Bulgarien | 29.08.1972 | München  |
| –60 kg    | Dreikampf | 402,5 kg | Dito Schanidse   | Bulgarien | 15.05.1972 | Tallinn  |

- 1973–1992 (56–60 kg)

| Disziplin | Disziplin | Gewicht  | Name              | Land   | Datum      | Ort   |
| --------- | --------- | -------- | ----------------- | ------ | ---------- | ----- |
| –60 kg    | Reißen    | 152,5 kg | Naim Süleymanoğlu | Türkei | 18.09.1988 | Seoul |
| –60 kg    | Stoßen    | 190,0 kg | Naim Süleymanoğlu | Türkei | 18.09.1988 | Seoul |
| –60 kg    | Zweikampf | 342,5 kg | Naim Süleymanoğlu | Türkei | 18.09.1988 | Seoul |

#### Klasse bis 67,5 kg (Leichtgewicht)
- 1913–1972 (60–67,5 kg)

| Disziplin | Disziplin | Gewicht  | Name                 | Land        | Datum      | Ort     |
| --------- | --------- | -------- | -------------------- | ----------- | ---------- | ------- |
| –67,5 kg  | Drücken   | 157,5 kg | Mladen Kutschew      | Bulgarien   | 30.08.1972 | München |
| –67,5 kg  | Reißen    | 137,5 kg | Waldemar Baszanowski | Polen       | 23.04.1971 | Athen   |
| –67,5 kg  | Stoßen    | 177,5 kg | Mucharbi Kirschinow  | Sowjetunion | 30.08.1972 | München |
| –67,5 kg  | Dreikampf | 460,0 kg | Mucharbi Kirschinow  | Sowjetunion | 30.08.1972 | München |

- 1973–1992 (60–67,5 kg)

| Disziplin | Disziplin | Gewicht  | Name               | Land        | Datum      | Ort     |
| --------- | --------- | -------- | ------------------ | ----------- | ---------- | ------- |
| –67,5 kg  | Reißen    | 160,0 kg | Israjel Militosjan | Sowjetunion | 18.09.1989 | Athen   |
| –67,5 kg  | Stoßen    | 200,5 kg | Michail Petrow     | Bulgarien   | 18.09.1987 | Ostrava |
| –67,5 kg  | Zweikampf | 355,0 kg | Michail Petrow     | Bulgarien   | 05.12.1987 | Seoul   |

#### Klasse bis 70 kg (Leichtgewicht)
- 1905–1913 (–70 kg): keine Angaben

#### Klasse bis 75 kg (Mittelgewicht)
- 1913–1972 (67,5–75 kg)

| Disziplin | Disziplin | Gewicht  | Name               | Land        | Datum      | Ort     |
| --------- | --------- | -------- | ------------------ | ----------- | ---------- | ------- |
| –75 kg    | Drücken   | 166,5 kg | Alexander Kolodkow | Sowjetunion | 19.03.1972 | Bollnäs |
| –75 kg    | Reißen    | 147,5 kg | Mohamed Tarabulsi  | Libanon     | 11.11.1972 | Miskolc |
| –75 kg    | Stoßen    | 187,5 kg | Wiktor Kurenzow    | Sowjetunion | 16.10.1968 | Seoul   |
| –75 kg    | Dreikampf | 485,0 kg | Jordan Bikow       | Bulgarien   | 31.08.1972 | München |

- 1973–1992 (67,5–75 kg)

| Disziplin | Disziplin | Gewicht  | Name               | Land      | Datum      | Ort     |
| --------- | --------- | -------- | ------------------ | --------- | ---------- | ------- |
| –75 kg    | Reißen    | 170,0 kg | Angel Gentschew    | Bulgarien | 11.12.1987 | Miskolc |
| –75 kg    | Stoßen    | 215,5 kg | Alexander Warbanow | Bulgarien | 05.12.1987 | Seoul   |
| –75 kg    | Zweikampf | 382,5 kg | Alexander Warbanow | Bulgarien | 20.02.1988 | Plowdiw |

#### Klasse bis 80 kg (Mittelgewicht)
- 1905–1913 (70–80 kg): keine Angaben

#### Klasse über 80 kg (Schwergewicht)
- 1905–1913 (80+ kg): keine Angaben

#### Klasse bis 82,5 kg (Halbschwergewicht)
- 1913–1972 (75–82,5 kg)

| Disziplin | Disziplin | Gewicht  | Name                 | Land        | Datum      | Ort     |
| --------- | --------- | -------- | -------------------- | ----------- | ---------- | ------- |
| –82,5 kg  | Drücken   | 178,5 kg | Gennadi Iwantschenko | Sowjetunion | 18.05.1972 | Riga    |
| –82,5 kg  | Reißen    | 160,0 kg | Dawid Rigert         | Sowjetunion | 24.12.1972 | Sotschi |
| –82,5 kg  | Stoßen    | 201,0 kg | Dawid Rigert         | Sowjetunion | 24.12.1972 | Sotschi |
| –82,5 kg  | Dreikampf | 527,5 kg | Waleryj Scharyj      | Sowjetunion | 14.05.1972 | Moskau  |

- 1973–1992 (75–82,5 kg)

| Disziplin | Disziplin | Gewicht  | Name            | Land        | Datum      | Ort       |
| --------- | --------- | -------- | --------------- | ----------- | ---------- | --------- |
| –82,5 kg  | Reißen    | 183,0 kg | Assen Slatew    | Bulgarien   | 14.12.1986 | Melbourne |
| –82,5 kg  | Stoßen    | 225,0 kg | Assen Slatew    | Bulgarien   | 12.11.1986 | Sofia     |
| –82,5 kg  | Zweikampf | 405,0 kg | Jurik Wardanjan | Sowjetunion | 14.09.1984 | Warna     |

#### Klasse über 82,5 kg (Schwergewicht)
- 1913–1950 (82,5+ kg)

| Disziplin | Disziplin | Gewicht  | Name       | Land               | Datum      | Ort     |
| --------- | --------- | -------- | ---------- | ------------------ | ---------- | ------- |
| 82,5+ kg  | Drücken   | 152,0 kg | John Davis | Vereinigte Staaten | 13.05.1948 | Chicago |
| 82,5+ kg  | Reißen    | 148,0 kg | John Davis | Vereinigte Staaten | 27.06.1950 | York    |
| 82,5+ kg  | Stoßen    | 177,5 kg | John Davis | Vereinigte Staaten | 08.11.1949 | London  |
| 82,5+ kg  | Dreikampf | 462,5 kg | John Davis | Vereinigte Staaten | 15.10.1950 | Paris   |

#### Klasse bis 90 kg (Mittelschwergewicht)
- 1951–1972 (82,5–90 kg)

| Disziplin | Disziplin | Gewicht  | Name            | Land        | Datum      | Ort  |
| --------- | --------- | -------- | --------------- | ----------- | ---------- | ---- |
| –90 kg    | Drücken   | 198,0 kg | Dawid Rigert    | Sowjetunion | 13.07.1972 | Riga |
| –90 kg    | Reißen    | 167,5 kg | Dawid Rigert    | Sowjetunion | 13.07.1972 | Riga |
| –90 kg    | Stoßen    | 210,5 kg | Wassili Kolotow | Sowjetunion | 13.07.1972 | Riga |
| –90 kg    | Dreikampf | 562,5 kg | Dawid Rigert    | Sowjetunion | 13.07.1972 | Riga |

- 1973–1992 (82,5–90 kg)

| Disziplin | Disziplin | Gewicht  | Name             | Land        | Datum      | Ort     |
| --------- | --------- | -------- | ---------------- | ----------- | ---------- | ------- |
| –90 kg    | Reißen    | 195,5 kg | Blagoj Blagoew   | Bulgarien   | 01.05.1983 | Warna   |
| –90 kg    | Stoßen    | 235,0 kg | Anatoli Chrapaty | Sowjetunion | 29.04.1988 | Cardiff |
| –90 kg    | Zweikampf | 422,5 kg | Wiktor Solodow   | Sowjetunion | 15.09.1984 | Warna   |

#### Klasse über 90 kg (Schwergewicht)
- 1951–1968 (90+ kg)

| Disziplin | Disziplin | Gewicht  | Name                | Land               | Datum      | Ort       |
| --------- | --------- | -------- | ------------------- | ------------------ | ---------- | --------- |
| 90+ kg    | Drücken   | 209,5 kg | Joe Dube            | Vereinigte Staaten | 11.08.1968 | York      |
| 90+ kg    | Reißen    | 176,0 kg | Leonid Schabotinski | Sowjetunion        | 25.06.1968 | Leningrad |
| 90+ kg    | Stoßen    | 220,5 kg | Bob Bednarski       | Vereinigte Staaten | 09.06.1968 | York      |
| 90+ kg    | Dreikampf | 590,0 kg | Leonid Schabotinski | Sowjetunion        | 18.06.1967 | Sofia     |

#### Klasse bis 100 kg
- 1977–1992 (100–110 kg) (Schwergewicht)

| Disziplin | Disziplin | Gewicht  | Name               | Land        | Datum      | Ort     |
| --------- | --------- | -------- | ------------------ | ----------- | ---------- | ------- |
| –100 kg   | Reißen    | 200,5 kg | Nicu Vlad          | Rumänien    | 14.11.1986 | Sofia   |
| –100 kg   | Stoßen    | 242,5 kg | Alexander Popow    | Sowjetunion | 05.03.1988 | Tallinn |
| –100 kg   | Zweikampf | 440,0 kg | Juri Sacharewitsch | Sowjetunion | 09.10.1983 | Odessa  |

#### Klasse bis 110 kg
- 1969–1972 (90–110 kg) (Schwergewicht)

| Disziplin | Disziplin | Gewicht  | Name              | Land        | Datum      | Ort       |
| --------- | --------- | -------- | ----------------- | ----------- | ---------- | --------- |
| –110 kg   | Drücken   | 213,5 kg | Juri Kosin        | Sowjetunion | 14.07.1972 | Riga      |
| –110 kg   | Reißen    | 175,5 kg | Pawel Perwuschin  | Sowjetunion | 25.12.1972 | Sotschi   |
| –110 kg   | Stoßen    | 222,5 kg | Jaan Talts        | Sowjetunion | 20.05.1972 | Constanța |
| –110 kg   | Dreikampf | 590,0 kg | Waleri Jakubowski | Sowjetunion | 14.05.1972 | Moskau    |

- 1973–1976 (90–110 kg) (Schwergewicht)

| Disziplin | Disziplin | Gewicht  | Name              | Land      | Datum      | Ort    |
| --------- | --------- | -------- | ----------------- | --------- | ---------- | ------ |
| –110 kg   | Reißen    | 185,0 kg | Walentin Christow | Bulgarien | 10.04.1976 | Berlin |
| –110 kg   | Stoßen    | 237,5 kg | Walentin Christow | Bulgarien | 22.09.1975 | Moskau |
| –110 kg   | Zweikampf | 417,5 kg | Walentin Christow | Bulgarien | 22.09.1975 | Moskau |

- 1977–1992 (100–110 kg) (2. Schwergewicht)

| Disziplin | Disziplin | Gewicht  | Name               | Land        | Datum      | Ort     |
| --------- | --------- | -------- | ------------------ | ----------- | ---------- | ------- |
| –110 kg   | Reißen    | 210,0 kg | Juri Sacharewitsch | Sowjetunion | 27.09.1988 | Seoul   |
| –110 kg   | Stoßen    | 250,5 kg | Juri Sacharewitsch | Sowjetunion | 30.04.1988 | Cardiff |
| –110 kg   | Zweikampf | 455,0 kg | Juri Sacharewitsch | Sowjetunion | 27.09.1988 | Seoul   |

#### Klasse über 110 kg (Superschwergewicht)
- 1969–1972 (110+ kg)

| Disziplin | Disziplin | Gewicht  | Name             | Land        | Datum      | Ort     |
| --------- | --------- | -------- | ---------------- | ----------- | ---------- | ------- |
| 110+ kg   | Drücken   | 236,5 kg | Wassili Alexejew | Sowjetunion | 15.04.1972 | Tallinn |
| 110+ kg   | Reißen    | 180,0 kg | Wassili Alexejew | Sowjetunion | 24.07.1971 | Moskau  |
| 110+ kg   | Stoßen    | 237,5 kg | Wassili Alexejew | Sowjetunion | 15.04.1972 | Tallinn |
| 110+ kg   | Dreikampf | 645,0 kg | Wassili Alexejew | Sowjetunion | 15.04.1972 | Tallinn |

- 1973–1992 (110+ kg)

| Disziplin | Disziplin | Gewicht  | Name             | Land        | Datum      | Ort      |
| --------- | --------- | -------- | ---------------- | ----------- | ---------- | -------- |
| 110+ kg   | Reißen    | 216,0 kg | Antonio Krastew  | Bulgarien   | 13.09.1987 | Ostrava  |
| 110+ kg   | Stoßen    | 266,0 kg | Leanid Taranenka | Sowjetunion | 26.11.1988 | Canberra |
| 110+ kg   | Zweikampf | 475,0 kg | Leanid Taranenka | Sowjetunion | 26.11.1988 | Canberra |

### Rekorde von 1993 bis 1997
| Disziplin | Disziplin | Gewicht  | Name                   | Land                | Datum      | Ort        |
| --------- | --------- | -------- | ---------------------- | ------------------- | ---------- | ---------- |
| –54 kg    | Reißen    | 132,5 kg | Halil Mutlu            | Türkei              | 20.07.1996 | Atlanta    |
| –54 kg    | Stoßen    | 160,5 kg | Lan Shizhang           | Volksrepublik China | 06.12.1997 | Chiang Mai |
| –54 kg    | Zweikampf | 290,0 kg | Halil Mutlu            | Türkei              | 18.11.1994 | Istanbul   |
| –59 kg    | Reißen    | 140,0 kg | Hafız Süleymanoğlu     | Türkei              | 03.05.1995 | Warschau   |
| –59 kg    | Stoßen    | 170,0 kg | Nikolaj Pešalov        | Bulgarien           | 03.05.1995 | Warschau   |
| –59 kg    | Zweikampf | 307,5 kg | Tang Lingsheng         | Volksrepublik China | 21.07.1996 | Atlanta    |
| –64 kg    | Reißen    | 150,0 kg | Wang Guohua            | Volksrepublik China | 12.05.1997 | Busan      |
| –64 kg    | Stoßen    | 187,5 kg | Valerios Leonidis      | Griechenland        | 22.07.1996 | Atlanta    |
| –64 kg    | Zweikampf | 335,0 kg | Naim Süleymanoğlu      | Türkei              | 22.07.1996 | Atlanta    |
| –70 kg    | Reißen    | 163,0 kg | Wan Jianhui            | Volksrepublik China | 09.07.1997 | Yangzhou   |
| –70 kg    | Stoßen    | 195,5 kg | Zhan Xugang            | Volksrepublik China | 07.12.1997 | Chiang Mai |
| –70 kg    | Zweikampf | 357,5 kg | Zhan Xugang            | Volksrepublik China | 23.07.1996 | Atlanta    |
| –76 kg    | Reißen    | 170,0 kg | Ruslan Sawtschenko     | Ukraine             | 16.11.1993 | Melbourne  |
| –76 kg    | Stoßen    | 208,0 kg | Pablo Lara             | Kuba                | 20.04.1996 | Szekszárd  |
| –76 kg    | Zweikampf | 372,5 kg | Pablo Lara             | Kuba                | 20.04.1996 | Szekszárd  |
| –83 kg    | Reißen    | 180,0 kg | Pyrros Dimas           | Griechenland        | 26.07.1996 | Atlanta    |
| –83 kg    | Stoßen    | 214,0 kg | Zhang Yong             | Volksrepublik China | 12.07.1997 | Yangzhou   |
| –83 kg    | Zweikampf | 392,5 kg | Pyrros Dimas           | Griechenland        | 26.07.1996 | Atlanta    |
| –91 kg    | Reißen    | 187,5 kg | Alexei Petrow          | Russland            | 26.07.1996 | Atlanta    |
| –91 kg    | Stoßen    | 228,5 kg | Akakios Kachiasvilis   | Griechenland        | 06.05.1995 | Warschau   |
| –91 kg    | Zweikampf | 412,5 kg | Alexei Petrow          | Russland            | 07.05.1994 | Sokolov    |
| –99 kg    | Reißen    | 192,5 kg | Sergei Syrzow          | Russland            | 25.11.1994 | Istanbul   |
| –99 kg    | Stoßen    | 235,0 kg | Akakios Kachiasvilis   | Griechenland        | 28.07.1996 | Atlanta    |
| –99 kg    | Zweikampf | 420,0 kg | Akakios Kachiasvilis   | Griechenland        | 28.07.1996 | Atlanta    |
| –108 kg   | Reißen    | 200,0 kg | Tymur Tajmasow         | Ukraine             | 26.11.1994 | Istanbul   |
| –108 kg   | Stoßen    | 236,0 kg | Tymur Tajmasow         | Ukraine             | 29.07.1996 | Atlanta    |
| –108 kg   | Zweikampf | 435,0 kg | Tymur Tajmasow         | Ukraine             | 26.11.1994 | Istanbul   |
| 108+ kg   | Reißen    | 205,0 kg | Aljaksandr Kurlowitsch | Belarus             | 27.11.1994 | Istanbul   |
| 108+ kg   | Stoßen    | 262,5 kg | Andrei Tschemerkin     | Russland            | 14.12.1997 | Chiang Mai |
| 108+ kg   | Zweikampf | 462,5 kg | Andrei Tschemerkin     | Russland            | 14.12.1997 | Chiang Mai |

### Rekorde von 1998 bis 2018
| Disziplin | Disziplin | Gewicht    | Name                | Land                | Datum         | Ort            |
| --------- | --------- | ---------- | ------------------- | ------------------- | ------------- | -------------- |
| –56 kg    | Reißen    | 139 kg     | Wu Jingbiao         | Volksrepublik China | 21. Nov. 2015 | Houston        |
| –56 kg    | Stoßen    | 171 kg     | Om Yun-chol         | Nordkorea           | 21. Nov. 2015 | Houston        |
| –56 kg    | Zweikampf | 307 kg     | Long Quingquan      | Volksrepublik China | 7. Aug. 2016  | Rio de Janeiro |
| –62 kg    | Reißen    | 154 kg     | Kim Un-guk          | Nordkorea           | 21. Sep. 2014 | Incheon        |
| –62 kg    | Stoßen    | 183 kg     | Chen Lijun          | Volksrepublik China | 22. Nov. 2015 | Houston        |
| –62 kg    | Zweikampf | 333 kg     | Chen Lijun          | Volksrepublik China | 22. Nov. 2015 | Houston        |
| –69 kg    | Reißen    | 166 kg     | Liao Hui            | Volksrepublik China | 10. Nov. 2014 | Almaty         |
| –69 kg    | Stoßen    | 198 kg     | Liao Hui            | Volksrepublik China | 23. Okt. 2013 | Breslau        |
| –69 kg    | Zweikampf | 359 kg     | Liao Hui            | Volksrepublik China | 10. Nov. 2014 | Almaty         |
| –77 kg    | Reißen    | 177 kg     | Lü Xiaojun          | Volksrepublik China | 10. Aug. 2016 | Rio de Janeiro |
| –77 kg    | Stoßen    | 210 kg     | Oleg Perepetschenow | Russland            | 27. Apr. 2001 | Trenčín        |
| –77 kg    | Zweikampf | 380 kg     | Lü Xiaojun          | Volksrepublik China | 24. Okt. 2013 | Breslau        |
| –85 kg    | Reißen    | 187 kg     | Andrej Rybakou      | Belarus             | 22. Sep. 2007 | Chiang Mai     |
| –85 kg    | Stoßen    | 220 kg     | Kianoush Rostami    | Iran                | 31. Mai 2016  | Teheran        |
| –85 kg    | Zweikampf | 396 kg     | Kianoush Rostami    | Iran                | 12. Aug. 2016 | Rio de Janeiro |
| –94 kg    | Reißen    | 189 kg     | Sohrab Moradi       | Iran                | 25. Aug. 2018 | Jakarta        |
| –94 kg    | Stoßen    | 233 kg     | Sohrab Moradi       | Iran                | 3. Dez. 2017  | Anaheim        |
| –94 kg    | Zweikampf | 417 kg     | Sohrab Moradi       | Iran                | 3. Dez. 2017  | Anaheim        |
| –105 kg   | Reißen    | 200 kg     | Andrej Aramnau      | Belarus             | 18. Aug. 2008 | Peking         |
| –105 kg   | Stoßen    | 246 kg     | Ilja Iljin          | Kasachstan          | 12. Dez. 2015 | Grosny         |
| –105 kg   | Zweikampf | 437 kg     | Ilja Iljin          | Kasachstan          | 12. Dez. 2015 | Grosny         |
| 105+ kg   | Reißen    | 220 kg     | Lascha Talachadse   | Georgien            | 5. Dez. 2017  | Anaheim        |
| 105+ kg   | Stoßen    | 263 kg T 1 | Hossein Rezazadeh   | Iran                | 25. Aug. 2004 | Athen          |
| 105+ kg   | Zweikampf | 477 kg     | Lascha Talachadse   | Georgien            | 5. Dez. 2017  | Anaheim        |

## Alte Rekorde der Frauen

### Rekorde bis 1992
| Disziplin | Disziplin | Gewicht  | Name         | Land                | Datum      | Ort            |
| --------- | --------- | -------- | ------------ | ------------------- | ---------- | -------------- |
| –44 kg    | Reißen    | 077,5 kg | Xing Fen     | Volksrepublik China | 21.12.1992 | Chiang Mai     |
| –44 kg    | Stoßen    | 102,5 kg | Xing Fen     | Volksrepublik China | 21.12.1992 | Chiang Mai     |
| –44 kg    | Zweikampf | 180,0 kg | Xing Fen     | Volksrepublik China | 21.12.1992 | Chiang Mai     |
| –48 kg    | Reißen    | 083,0 kg | Lioa Suping  | Volksrepublik China | 21.12.1992 | Chiang Mai     |
| –48 kg    | Stoßen    | 105,5 kg | Lioa Suping  | Volksrepublik China | 21.12.1992 | Chiang Mai     |
| –48 kg    | Zweikampf | 187,5 kg | Liu Xiuhua   | Volksrepublik China | 17.05.1992 | Warna          |
| –52 kg    | Reißen    | 087,5 kg | Peng Liping  | Volksrepublik China | 18.05.1992 | Warna          |
| –52 kg    | Stoßen    | 115,0 kg | Peng Liping  | Volksrepublik China | 18.05.1992 | Warna          |
| –52 kg    | Zweikampf | 202,5 kg | Peng Liping  | Volksrepublik China | 18.05.1992 | Warna          |
| –56 kg    | Reißen    | 095,0 kg | Zhang Juhua  | Volksrepublik China | 22.12.1992 | Chiang Mai     |
| –56 kg    | Stoßen    | 120,0 kg | Zhang Juhua  | Volksrepublik China | 22.12.1992 | Chiang Mai     |
| –56 kg    | Zweikampf | 215,0 kg | Zhang Juhua  | Volksrepublik China | 22.12.1992 | Chiang Mai     |
| –60 kg    | Reißen    | 100,0 kg | Su Yuanghong | Volksrepublik China | 22.12.1992 | Chiang Mai     |
| –60 kg    | Stoßen    | 125,0 kg | Li Hongyun   | Volksrepublik China | 20.05.1992 | Warna          |
| –60 kg    | Zweikampf | 222,5 kg | Li Hongyun   | Volksrepublik China | 20.05.1992 | Warna          |
| –67,5 kg  | Reißen    | 105,0 kg | Su Yuanghong | Volksrepublik China | 22.12.1992 | Chiang Mai     |
| –67,5 kg  | Stoßen    | 132,5 kg | Lei Li       | Volksrepublik China | 22.12.1992 | Chiang Mai     |
| –67,5 kg  | Zweikampf | 237,5 kg | Lei Li       | Volksrepublik China | 22.12.1992 | Chiang Mai     |
| –75 kg    | Reißen    | 107,5 kg | Hua Ju       | Volksrepublik China | 22.05.1992 | Warna          |
| –75 kg    | Stoßen    | 140,0 kg | Xing Shuwen  | Volksrepublik China | 23.12.1992 | Chiang Mai     |
| –75 kg    | Zweikampf | 242,5 kg | Zhang Xiaoli | Volksrepublik China | 03.10.1991 | Donaueschingen |
| –82,5 kg  | Reißen    | 110,5 kg | Zang Lina    | Volksrepublik China | 23.12.1992 | Chiang Mai     |
| –82,5 kg  | Stoßen    | 145,0 kg | Zang Lina    | Volksrepublik China | 23.12.1992 | Chiang Mai     |
| –82,5 kg  | Zweikampf | 255,0 kg | Zang Lina    | Volksrepublik China | 23.12.1992 | Chiang Mai     |
| 82,5+ kg  | Reißen    | 115,0 kg | Li Yajuan    | Volksrepublik China | 24.05.1992 | Warna          |
| 82,5+ kg  | Stoßen    | 150,0 kg | Li Yajuan    | Volksrepublik China | 24.05.1992 | Warna          |
| 82,5+ kg  | Zweikampf | 265,0 kg | Li Yajuan    | Volksrepublik China | 24.05.1992 | Warna          |

### Rekorde von 1993 bis 1997
| Disziplin | Disziplin | Gewicht  | Name              | Land                | Datum      | Ort        |
| --------- | --------- | -------- | ----------------- | ------------------- | ---------- | ---------- |
| –46 kg    | Reißen    | 081,5 kg | Jiang Yinsu       | Volksrepublik China | 11.05.1997 | Busan      |
| –46 kg    | Stoßen    | 105,5 kg | Xing Fen          | Volksrepublik China | 08.07.1997 | Yangzhou   |
| –46 kg    | Zweikampf | 185,0 kg | Hong Guan         | Volksrepublik China | 04.04.1996 | Yachiyo    |
| –50 kg    | Reißen    | 088,0 kg | Jiang Baoyu       | Volksrepublik China | 03.07.1995 | Busan      |
| –50 kg    | Stoßen    | 110,5 kg | Liu Xiuhua        | Volksrepublik China | 03.10.1994 | Hiroshima  |
| –50 kg    | Zweikampf | 197,5 kg | Liu Xiuhua        | Volksrepublik China | 03.10.1994 | Hiroshima  |
| –54 kg    | Reißen    | 093,5 kg | Yang Xia          | Volksrepublik China | 09.07.1997 | Yangzhou   |
| –54 kg    | Stoßen    | 117,5 kg | Meng Xianjuan     | Volksrepublik China | 07.07.1997 | Chiang Mai |
| –54 kg    | Zweikampf | 207,5 kg | Yang Xia          | Volksrepublik China | 09.07.1997 | Yangzhou   |
| –59 kg    | Reißen    | 100,0 kg | Zou Feie          | Volksrepublik China | 13.05.1997 | Busan      |
| –59 kg    | Stoßen    | 125,0 kg | Khassaraporn Suta | Thailand            | 13.10.1997 | Jakarta    |
| –59 kg    | Zweikampf | 220,0 kg | Chen Xiaomin      | Volksrepublik China | 04.10.1994 | Hiroshima  |
| –64 kg    | Reißen    | 107,5 kg | Chen Xiaomin      | Volksrepublik China | 10.07.1997 | Yangzhou   |
| –64 kg    | Stoßen    | 131,0 kg | Chen Yanqing      | Volksrepublik China | 10.12.1997 | Chiang Mai |
| –64 kg    | Zweikampf | 235,0 kg | Li Hongyun        | Volksrepublik China | 22.11.1994 | Istanbul   |
| –70 kg    | Reißen    | 105,5 kg | Xiang Fenglan     | Volksrepublik China | 11.12.1997 | Chiang Mai |
| –70 kg    | Stoßen    | 130,5 kg | Xiang Fenglan     | Volksrepublik China | 11.12.1997 | Chiang Mai |
| –70 kg    | Zweikampf | 235,0 kg | Xiang Fenglan     | Volksrepublik China | 11.12.1997 | Chiang Mai |
| –76 kg    | Reißen    | 107,5 kg | Hua Ju            | Volksrepublik China | 12.12.1997 | Chiang Mai |
| –76 kg    | Stoßen    | 140,5 kg | Hua Ju            | Volksrepublik China | 12.12.1997 | Chiang Mai |
| –76 kg    | Zweikampf | 247,5 kg | Hua Ju            | Volksrepublik China | 12.12.1997 | Chiang Mai |
| –83 kg    | Reißen    | 117,5 kg | Tang Weifang      | Volksrepublik China | 13.12.1997 | Chiang Mai |
| –83 kg    | Stoßen    | 143,0 kg | Tang Weifang      | Volksrepublik China | 13.12.1997 | Chiang Mai |
| –83 kg    | Zweikampf | 260,0 kg | Tang Weifang      | Volksrepublik China | 13.12.1997 | Chiang Mai |
| 83+ kg    | Reißen    | 112,5 kg | Wang Yanmei       | Volksrepublik China | 14.07.1997 | Yangzhou   |
| 83+ kg    | Stoßen    | 155,0 kg | Li Yajuan         | Volksrepublik China | 20.11.1993 | Melbourne  |
| 83+ kg    | Zweikampf | 260,0 kg | Li Yajuan         | Volksrepublik China | 20.11.1993 | Melbourne  |

### Rekorde von 1998 bis 2018
| Disziplin | Disziplin | Gewicht    | Name                     | Land                | Datum         | Ort            |
| --------- | --------- | ---------- | ------------------------ | ------------------- | ------------- | -------------- |
| –48 kg    | Reißen    | 098 kg     | Yang Lian                | Volksrepublik China | 1. Okt. 2006  | Santo Domingo  |
| –48 kg    | Stoßen    | 120 kg W.1 | Chen Xiexia              | Volksrepublik China | 21. Apr. 2007 | Tai’an         |
| –48 kg    | Zweikampf | 217 kg     | Yang Lian                | Volksrepublik China | 1. Okt. 2006  | Santo Domingo  |
| –53 kg    | Reißen    | 103 kg     | Li Ping                  | Volksrepublik China | 14. Nov. 2010 | Dongguan       |
| –53 kg    | Stoßen    | 134 kg     | Sülfija Tschinschanlo    | Kasachstan          | 10. Nov. 2014 | Almaty         |
| –53 kg    | Zweikampf | 233 kg     | Hsu Shu-ching            | Chinesisch Taipeh   | 21. Sep. 2014 | Incheon        |
| –58 kg    | Reißen    | 112 kg     | Bojanka Kostowa          | Aserbaidschan       | 23. Nov. 2015 | Houston        |
| –58 kg    | Stoßen    | 142 kg     | Kuo Hsing-chun           | Chinesisch Taipeh   | 21. Aug. 2017 | Taipeh         |
| –58 kg    | Zweikampf | 252 kg     | Bojanka Kostowa          | Aserbaidschan       | 23. Nov. 2015 | Houston        |
| –63 kg    | Reißen    | 117 kg     | Swetlana Zarukajewa      | Russland            | 8. Nov. 2011  | Paris          |
| –63 kg    | Stoßen    | 147 kg     | Deng Wei                 | Volksrepublik China | 9. Aug. 2016  | Rio de Janeiro |
| –63 kg    | Zweikampf | 262 kg     | Deng Wei                 | Volksrepublik China | 9. Aug. 2016  | Rio de Janeiro |
| –69 kg    | Reißen    | 123 kg     | Oksana Sliwenko          | Russland            | 4. Okt. 2006  | Santo Domingo  |
| –69 kg    | Stoßen    | 157 kg     | Sarema Kassajewa         | Russland            | 13. Nov. 2005 | Doha           |
| –69 kg    | Zweikampf | 276 kg     | Oksana Sliwenko          | Russland            | 24. Sep. 2007 | Chiang Mai     |
| –75 kg    | Reißen    | 135 kg     | Natalja Sabolotnaja      | Russland            | 17. Dez. 2011 | Belgorod       |
| –75 kg    | Stoßen    | 164 kg     | Kim Un-ju                | Nordkorea           | 25. Sep. 2014 | Incheon        |
| –75 kg    | Zweikampf | 296 kg     | Natalja Sabolotnaja      | Russland            | 17. Dez. 2011 | Belgorod       |
| –90 kg    | Reißen    | 130 kg     | Wiktorija Schaimardanowa | Ukraine             | 21. Aug. 2004 | Piräus         |
| –90 kg    | Stoßen    | 155 kg W.2 | Derya Açıkgöz            | Türkei              | 26. Apr. 2002 | Antalya        |
| –90 kg    | Zweikampf | 280 kg W.2 | Wiktorija Schaimardanowa | Ukraine             | 21. Aug. 2004 | Piräus         |
| 90+ kg    | Reißen    | 155 kg W.3 | Tatjana Kaschirina       | Russland            | 16. Nov. 2014 | Almaty         |
| 90+ kg    | Stoßen    | 193 kg W.3 | Tatjana Kaschirina       | Russland            | 16. Nov. 2014 | Almaty         |
| 90+ kg    | Zweikampf | 348 kg W.3 | Tatjana Kaschirina       | Russland            | 16. Nov. 2014 | Almaty         |

Die Entwicklung (engl. progress) der aktuellen und historischen Weltrekorde kann in der Weltrekorde-Datenbank auf der IWF-Website (siehe Weblinks) nachvollzogen werden.